# 戈登·E·索耶獎
戈登·E·索耶獎（Gordon E. Sawyer Award）是美國電影藝術與科學學會的特別獎之一，主要是頒發給"在電影技術帶來貢獻的人"。該獎項是在1981年所新增設置的一項電影技術榮譽獎，以獲三屆奧斯卡獎的塞繆爾·戈爾德溫工作室前音效指導主任- 戈登·E·索耶的名字命名。並非每年頒發。

## 歷屆戈登·E·索耶獎得主
- 1981年（54屆）Joseph Walker（英语：Joseph Walker）
- 1982年（55屆）約翰·阿爾伯格
- 1983年（56屆）Dr. John G. Frayne（英语：John G. Frayne）
- 1984年（57屆）Linwood G. Dunn（英语：Linwood G. Dunn）
- 1987年（60屆）Fred Hynes（英语：Fred Hynes）
- 1988年（61屆）Gordon Henry Cook
- 1989年（62屆）Pierre Angénieux（英语：Pierre Angénieux）
- 1990年（63屆）Stefan Kudelski（英语：Stefan Kudelski）
- 1991年（64屆）雷·哈利豪森
- 1992年（65屆）Erich Kästner（英语：Erich Kästner）
- 1993年（66屆）Petro Vlahos（英语：Petro Vlahos）
- 1995年（68屆）Donald C. Rogers
- 1997年（70屆）Don Iwerks（英语：Don Iwerks）
- 1999年（72屆）Dr. Roderick T. Ryan
- 2000年（73屆）Irwin W. Young
- 2001年（74屆）Edmund M. Di Giulio
- 2003年（76屆）Peter D. Parks
- 2004年（77屆）宮城島卓夫（英语：Takuo Miyagishima）
- 2005年（78屆）Gary Demos
- 2006年（79屆）Ray Feeney
- 2007年（80屆）David Grafton
- 2008年（81屆）艾德文·卡特姆 [1]
- 2011年（84屆）Douglas Trumbull（英语：Douglas Trumbull）
- 2013年（86屆）Peter W. Anderson（英语：Peter Anderson (cinematographer)） [2]
- 2014年（87屆）David W. Grey [3]
- 2017年（90屆）Jonathan Erland[4]
- 2022年（95屆）Iain Neil[5]

## 外部連結
- 奧斯卡獎 - 戈登·E·索耶獎 （页面存档备份，存于）
- 戈登·E·索耶奧斯卡獎和提名 （页面存档备份，存于）